# 赤松照彦
赤松 照彦（あかまつ てるひこ、1907年（明治40年）11月22日 - 1994年（平成6年）12月21日）は、日本の政治家。初代磐田市長。第2代磐田東高等学校理事長・校長。

## 経歴
静岡県出身。男爵赤松範一の長男として生まれる。祖父は元幕臣赤松則良。1934年（昭和9年）京都帝国大学経済学部を卒業後、陸軍に入る。中尉、大尉に進む。除隊後、満洲パルプに勤務。
その後、1947年（昭和22年）株式会社万年社社長となる。同年4月に磐田町長に当選。翌年、磐田町の市制施行により、初代磐田市長（在任期間（1948年（昭和23年） - 1963年（昭和38年））に就任し、磐田町長時代も含めて4期16年にわたり地域の発展に貢献し、戦後の磐田市の復興を牽引した。
退任後の1964年（昭和39年）、磐田東高等学校の第2代理事長・校長 に就任した。

## 栄典
- 1927年 - 従五位[4]
- 1939年 - 勲六等瑞宝章、正五位[4]
- 1940年 - 勲五等瑞宝章[4]
- 1978年 - 磐田市市政功労者[4]

## 人物
趣味は旅行、写真。宗教は曹洞宗。

## 家族
- 妻・雅子（1918年（大正7年）8月20日生）[3]

女子学院卒。父は医学博士の南俊治。
- 長女・満喜子（1939年（昭和14年）12月27日生）[3]

学習院女子短期大学卒。
- 同夫・稲葉智彦（1931年（昭和6年）8月生）[3]
慶應義塾大学法学部卒[6]。三井精機工業元監査役[7]。父は鉄道建設興業（現在の鉄建建設）元社長の稲葉通彦。
- 長男・邦彦（1941年（昭和16年）7月23日生）[3]
- 次男・乙彦（1944年（昭和19年）1月19日生）[3]
- 三男・智彦（1947年（昭和22年）4月18日生）[3]
- 四男・則夫（1949年（昭和24年）8月17日生）[3]